# 近鉄9020系電車
近鉄9020系電車（きんてつ9020けいでんしゃ）は、近畿日本鉄道（近鉄）が2000年に導入した一般車両（通勤形電車）で、「シリーズ21」の1系列である。L/Cカーの6両編成で投入された5820系に続く「シリーズ21」の第3弾として、オールロングシートの2両編成で奈良線、大阪線系統に投入された
本項では奈良線、大阪線用で6両編成の9820系電車、南大阪線系統用で2両編成の6820系電車についても記述する。
2008年までに9020系・9820系に南大阪線用の6820系を含めた3形式合計で104両が製造されたが、大部分の98両は奈良線に投入されており、大阪線には9020系2両編成1本、南大阪線には6820系2両編成2本の投入に留まっている。

## 構造

### 車体
車体はアルミニウム合金製で、前面は5820系と同じく貫通型である。塗装はツートンカラーの間に帯が入ったシリーズ21共通の配色で、上部がアースブラウン、下部がクリスタルホワイト、帯がサンフラワーイエローとされた。
前照灯は5820系とともにHIDを採用した。行先表示器も5820系と同じく行先部分がLED、種別部分が方向幕となっている。

### 車内
車内は3220系と同様のロングシートで、座席は脚台のない片持ち式である。乗降扉に一番近い側の座席は、高齢者が立ち上がりやすいよう両側に肘掛けが設けられた「らくらくコーナー」とされた。

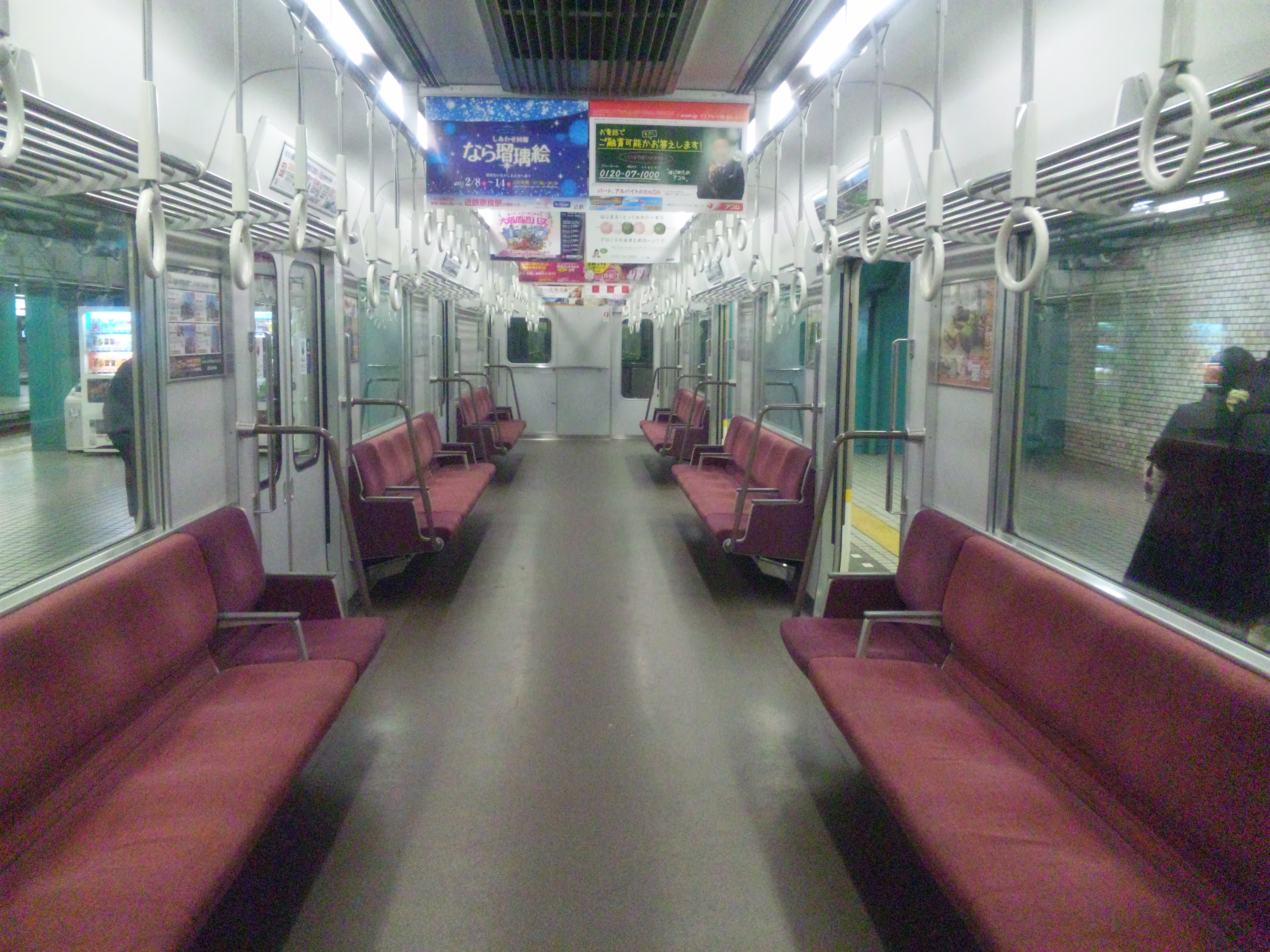
9020系の車内（モケット更新前）
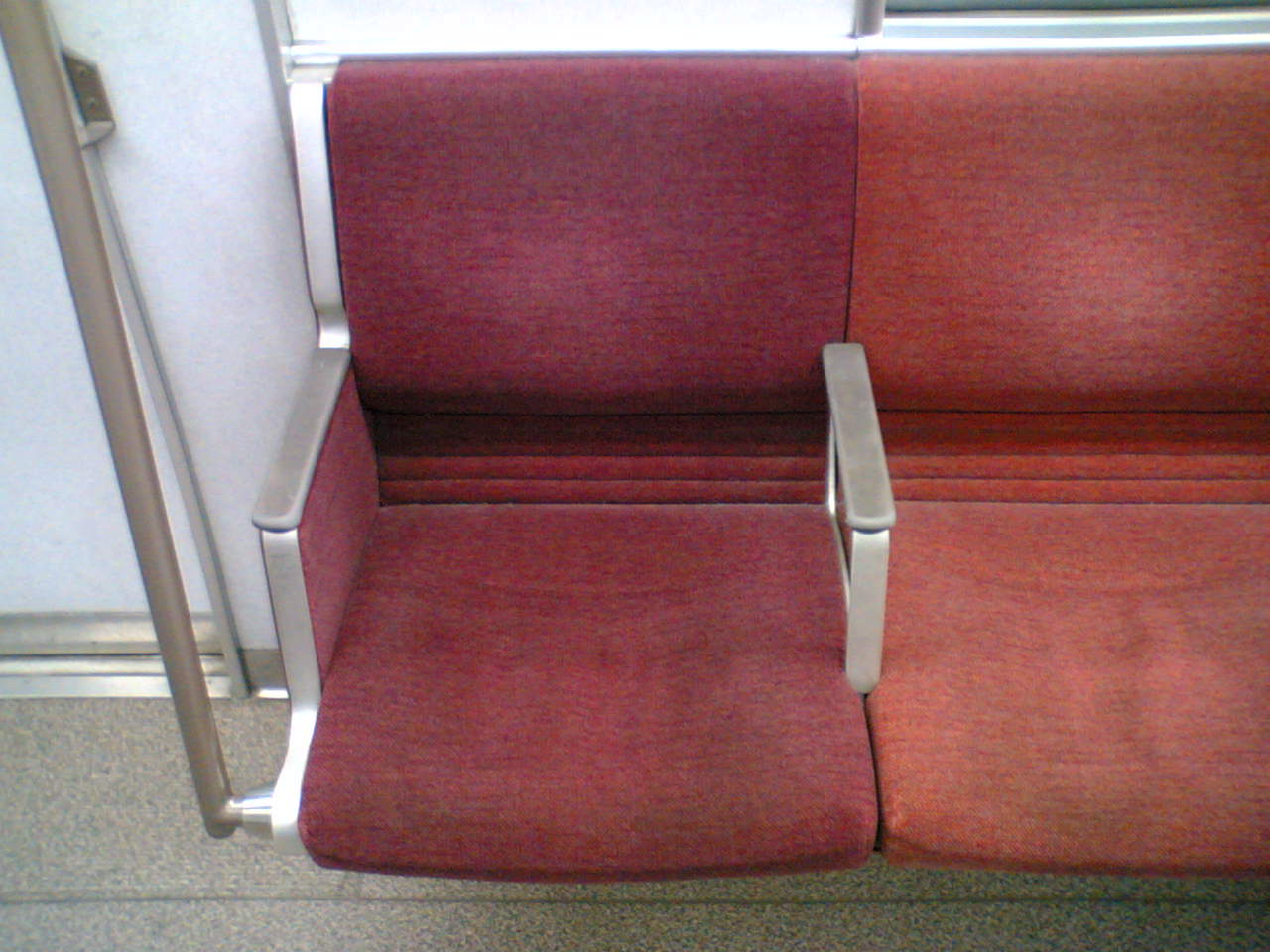
1人掛け優先座席「らくらくコーナー」（モケット更新前）
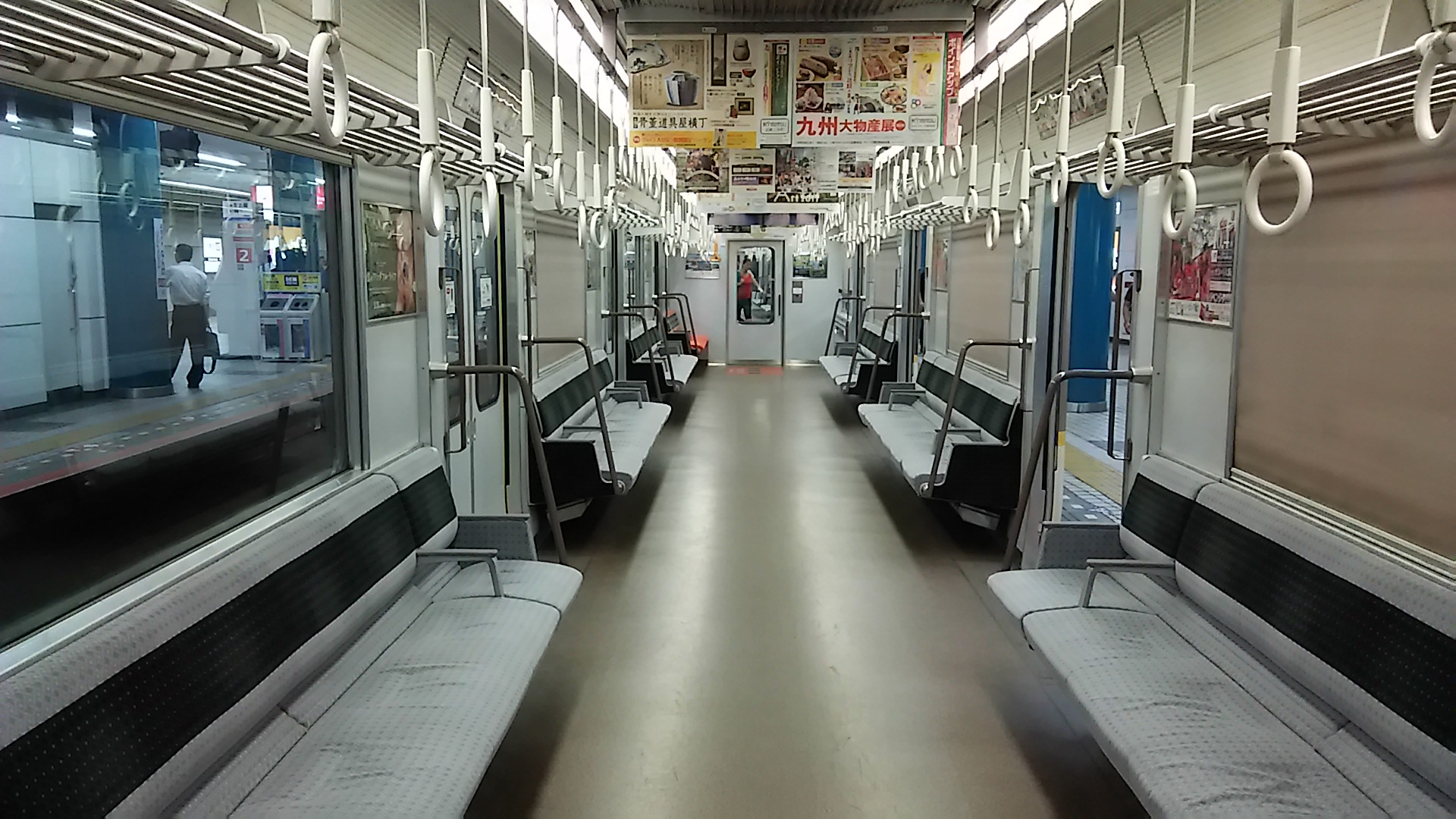
9020系の車内（モケット更新後）
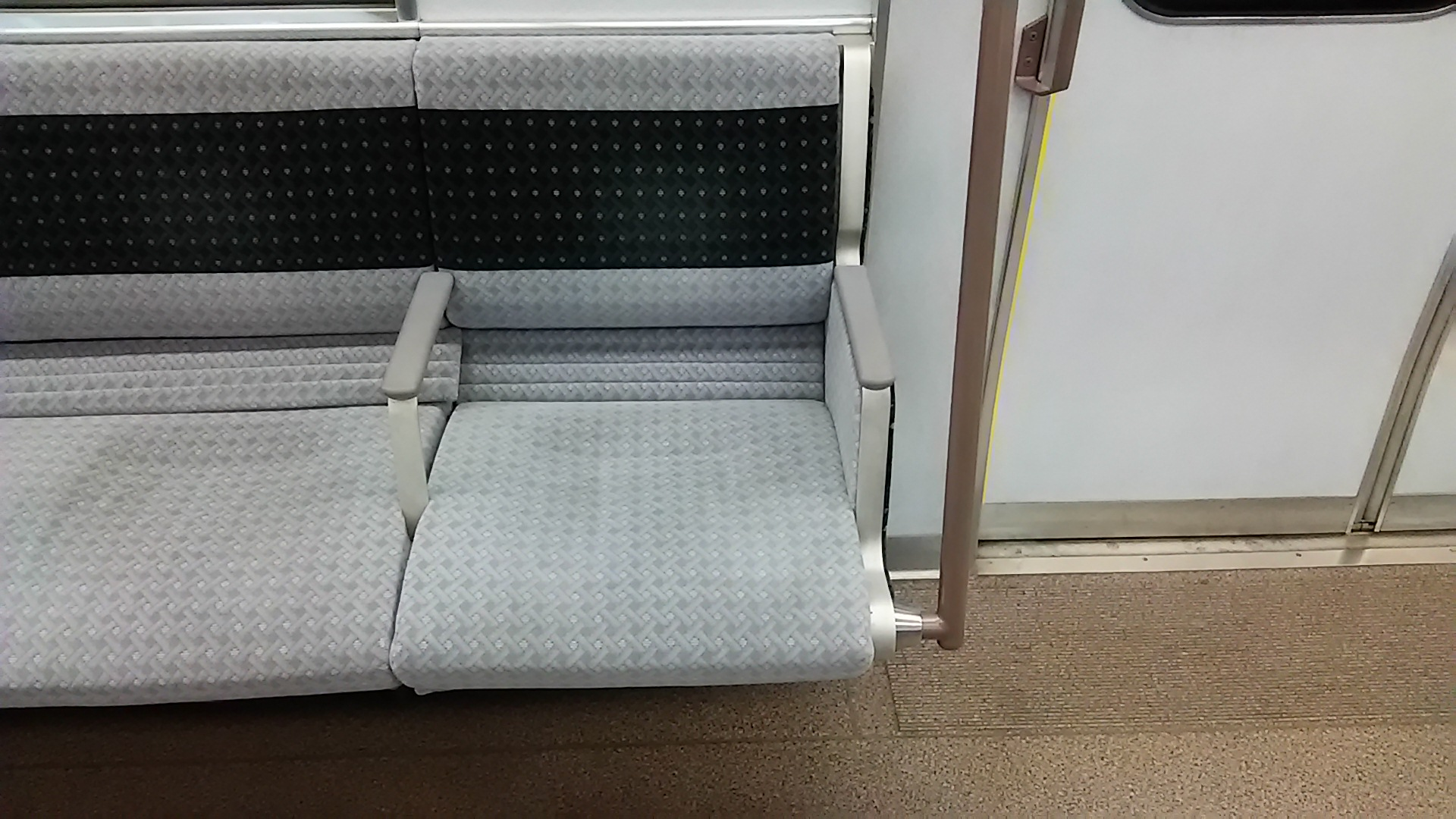
9020系「らくらくコーナー」（モケット更新後）
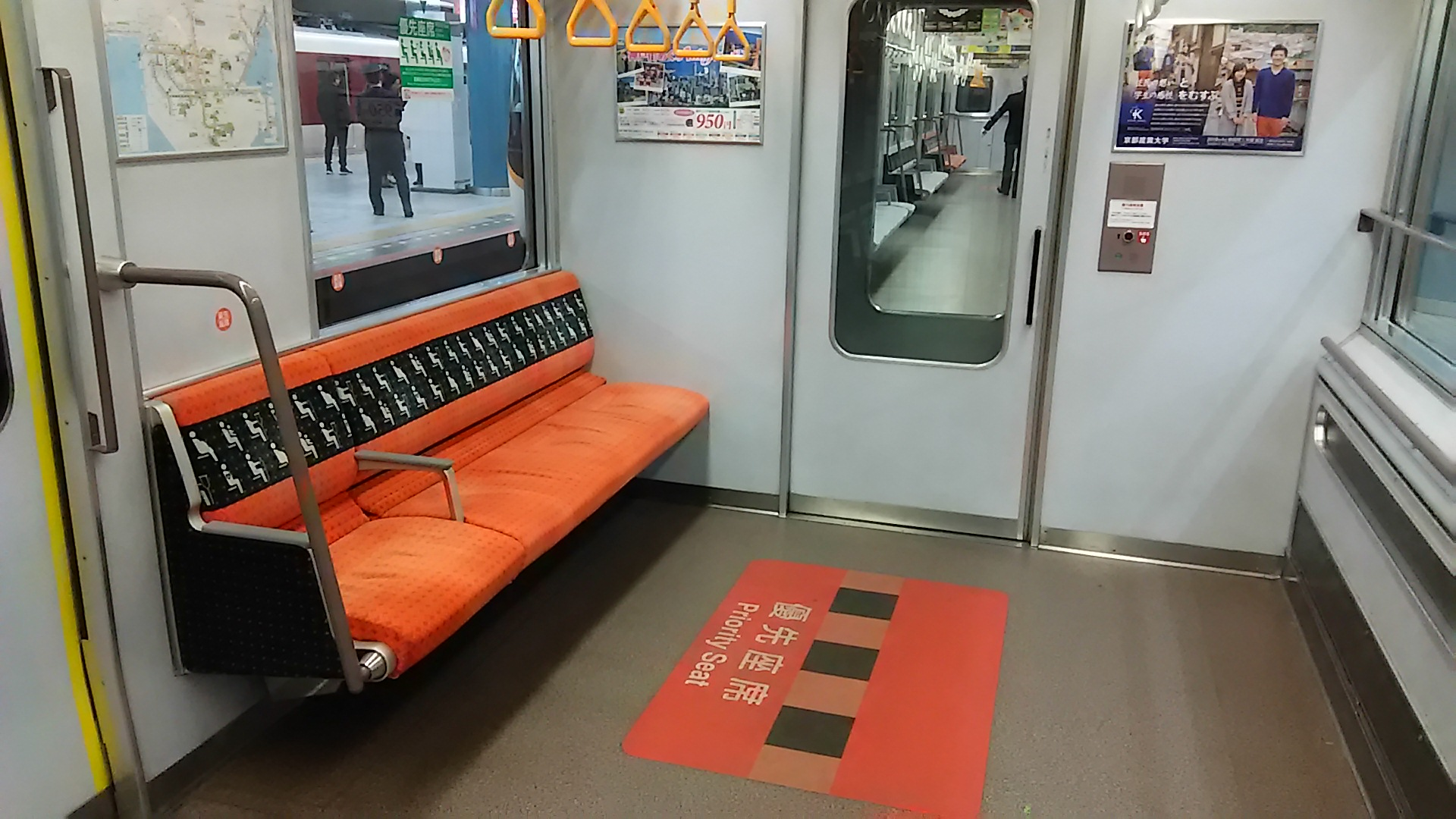
9020系の優先座席（モケット更新後）

### 主要機器
主電動機はかご形三相誘導電動機の三菱電機製 MB-5085-A (185 kW×4) を採用。歯車比は6.31に設定された。制御装置は1C4M制御のIGBT素子(3300 V/1200 A)によるVVVFインバータ制御装置を採用しているが、「シリーズ21」では同一系列内に三菱電機製と日立製作所製が混在している。
集電装置はMc車2基搭載で、2018年4月時点で全編成がシングルアーム式を搭載している。新造時の9023F・9024F・9026F - 9039F・9051Fは下枠交差式を搭載していた。
台車は積層ゴムブッシュ式ボルスタレス台車であるKD-311系を装着する。
ブレーキは電気指令式ブレーキを基本とするが、5820系と同じく従来の電磁直通ブレーキ車との併結運転を可能とするためのブレーキ読替装置が搭載された。併結車両は特に限定されておらず、性能面では営業最高速度110 km/hを確保している。

## 形式別概説

### 9020系
9020系は2両編成の「シリーズ21」で、奈良線用は2000年から2008年にかけて、大阪線用は2003年に製造されている。電算記号は奈良線用はEE、大阪線用はEW。
制御装置は9021F - 9026F・9028F - 9034Fが三菱電機製、9027F・9035F - 9039F・9051Fが日立製作所製を搭載している。ブレーキ装置は奈良線用編成では全軸片押し踏面制動方式であるが、大阪線用編成ではTc車にディスクブレーキを搭載する。
2018年4月1日現在、奈良線用は東花園検車区に19編成38両が、大阪線用は高安検車区に1編成2両が配置されている。
|        | ← 神戸三宮・大阪難波・京都近鉄奈良・天理・橿原神宮前 → |             |             |             |
| 系列名 | 編成名                                                 | 電算名      | Mc モ9020   | Tc ク9120   |
| 9020系 | 9021F - 9039F                                          | EE21 - EE39 | 9021 - 9039 | 9121 - 9139 |

|        | ← 大阪上本町宇治山田・鳥羽 → |        |           |           |
| 系列名 | 編成名                       | 電算名 | Tc ク9150 | Mc モ9050 |
| 9020系 | 9051F                        | EW51   | 9151      | 9051      |

### 9820系

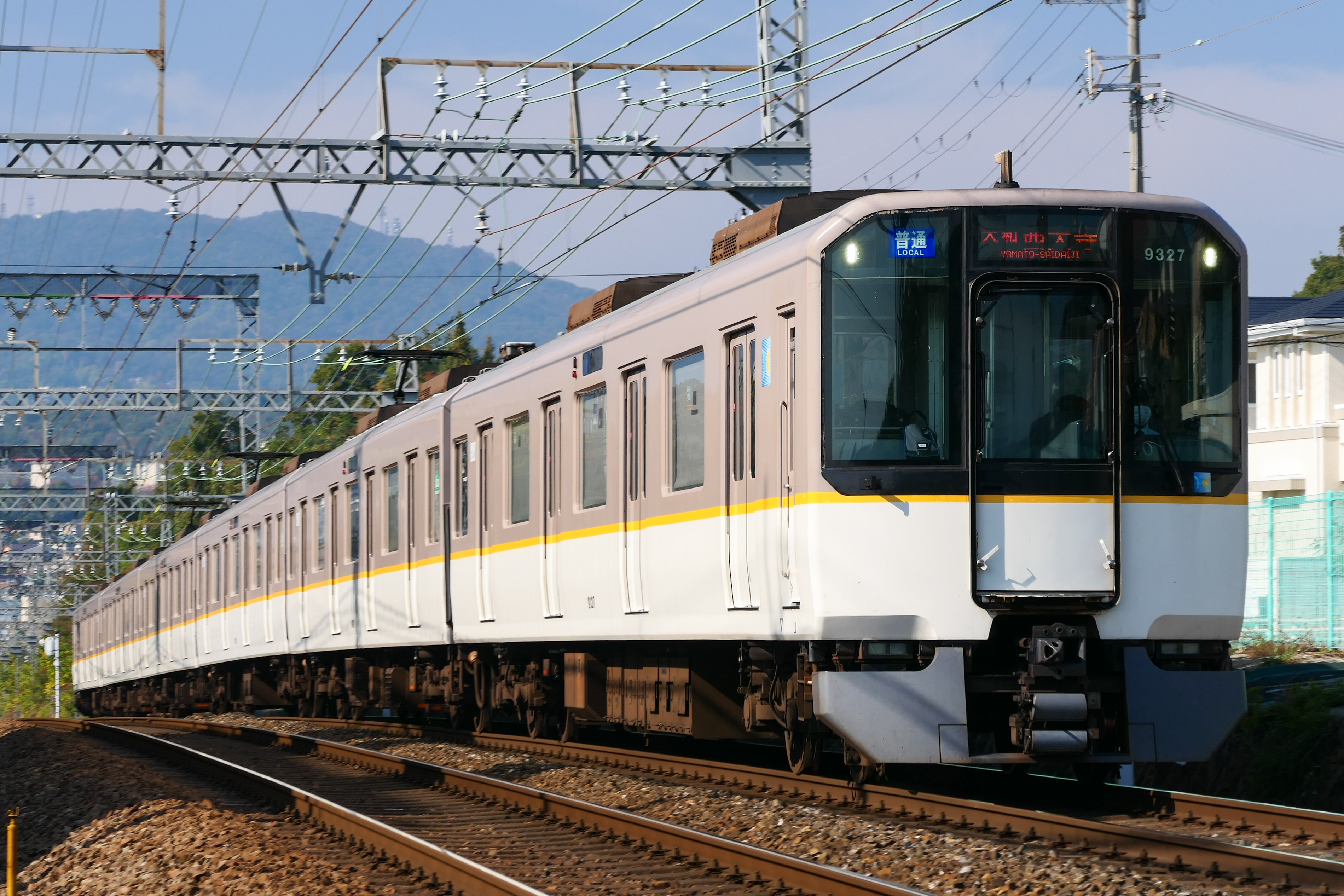
奈良線を走行する9820系
（2023年11月4日 富雄駅 - 学園前駅間）

9820系は2001年に登場した6両編成の「シリーズ21」で、9020系の6両編成仕様または5820系のロングシート仕様である。電算記号はEH 。
性能面や主要機器は9020系に準拠する。本系列では9821F・9823F・9825F - 9828Fは三菱電機製、9822F・9824F・9829F・9830Fは日立製作所製の制御装置を搭載する。パンタグラフは5820系と同様のM車1基搭載による1編成3基搭載とされ、2023年9月時点では9830Fが下枠交差式を搭載している以外は、全てシングルアーム式を搭載している。
増備途中から設計変更が行われ、9823F以降はク9320形にも貫通扉に幌枠および桟板が設けられた（阪神直通運転対応工事と同時に9821F、9822Fにも設置）。
2018年4月1日現在、西大寺検車区に10編成60両が配置されている。
|        | ← 神戸三宮・大阪難波・京都近鉄奈良・天理・橿原神宮前 → |             |             |             |             |             |             |             |
| 系列名 | 編成名                                                 | 電算名      | Tc1 ク9720  | M1 モ9820   | M2 モ9620   | T サ9520    | M3 モ9420   | Tc2 ク9320  |
| 9820系 | 9821F - 9830F                                          | EH21 - EH30 | 9721 - 9730 | 9821 - 9830 | 9621 - 9630 | 9521 - 9530 | 9421 - 9430 | 9321 - 9330 |

## 改造

### 阪神直通対応改造
奈良線所属車は2006年から順次阪神電気鉄道直通運転対応工事を行っており、阪神用の列車選別装置とATSと電鈴が取り付けられている。9820系でも2007年までに9020系と同内容の阪神電鉄線直通運転対応工事が行われた。

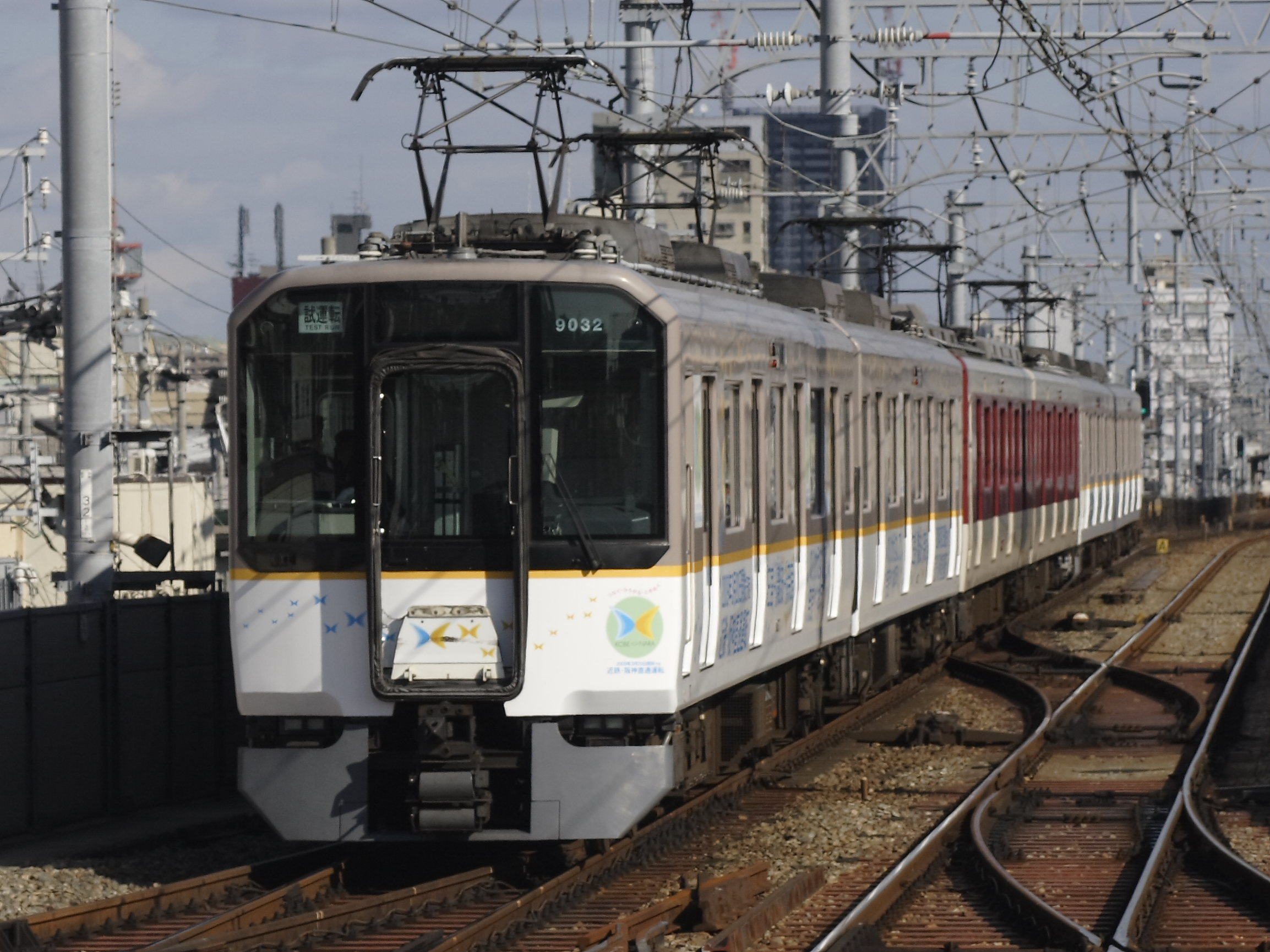
阪神大石駅付近を通過する9020系電車
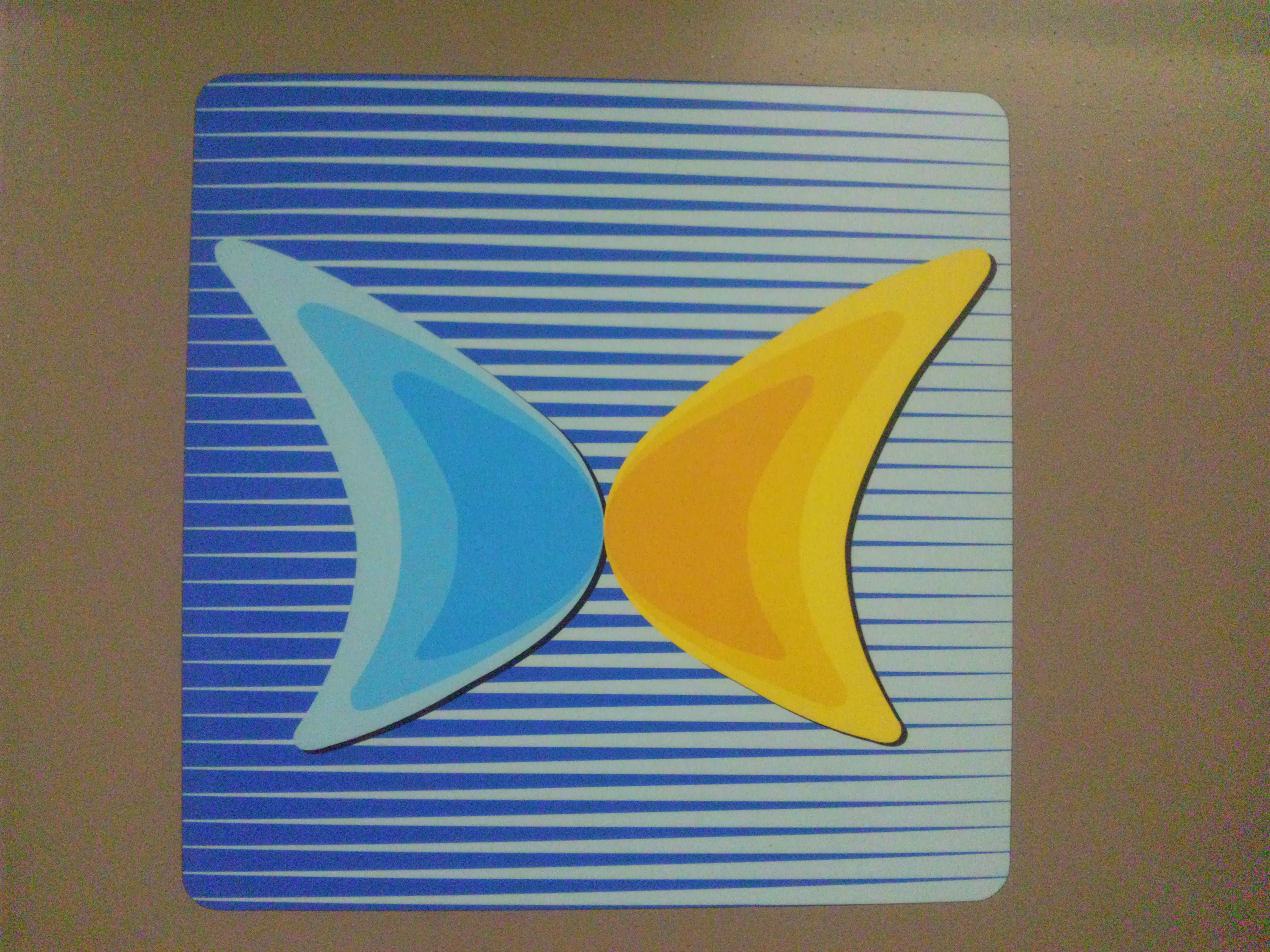
阪神直通車両に貼付されたロゴマーク

## 運用

### 奈良線
9020系・9820系は近鉄難波線、近鉄大阪線（大阪上本町駅 - 布施駅間）、奈良線、京都線、橿原線、天理線で運用されるほか、2009年3月20日の阪神なんば線開業後は同線経由で阪神本線（神戸三宮駅 - 尼崎駅間）にも乗り入れるようになった。
2両編成の9020系は単独ないし他形式併結による4両 - 10両編成で運用されるが、6両固定編成車と併結した8両編成以上で阪神電鉄線直通列車に充当される際は原則として奈良方に増結される。6両編成の9820系は5800系および5820系、1026系 1026F - 1029Fと共通運用で、奈良線、阪神なんば線・阪神本線直通列車、京都線、橿原線、天理線で運用されている。

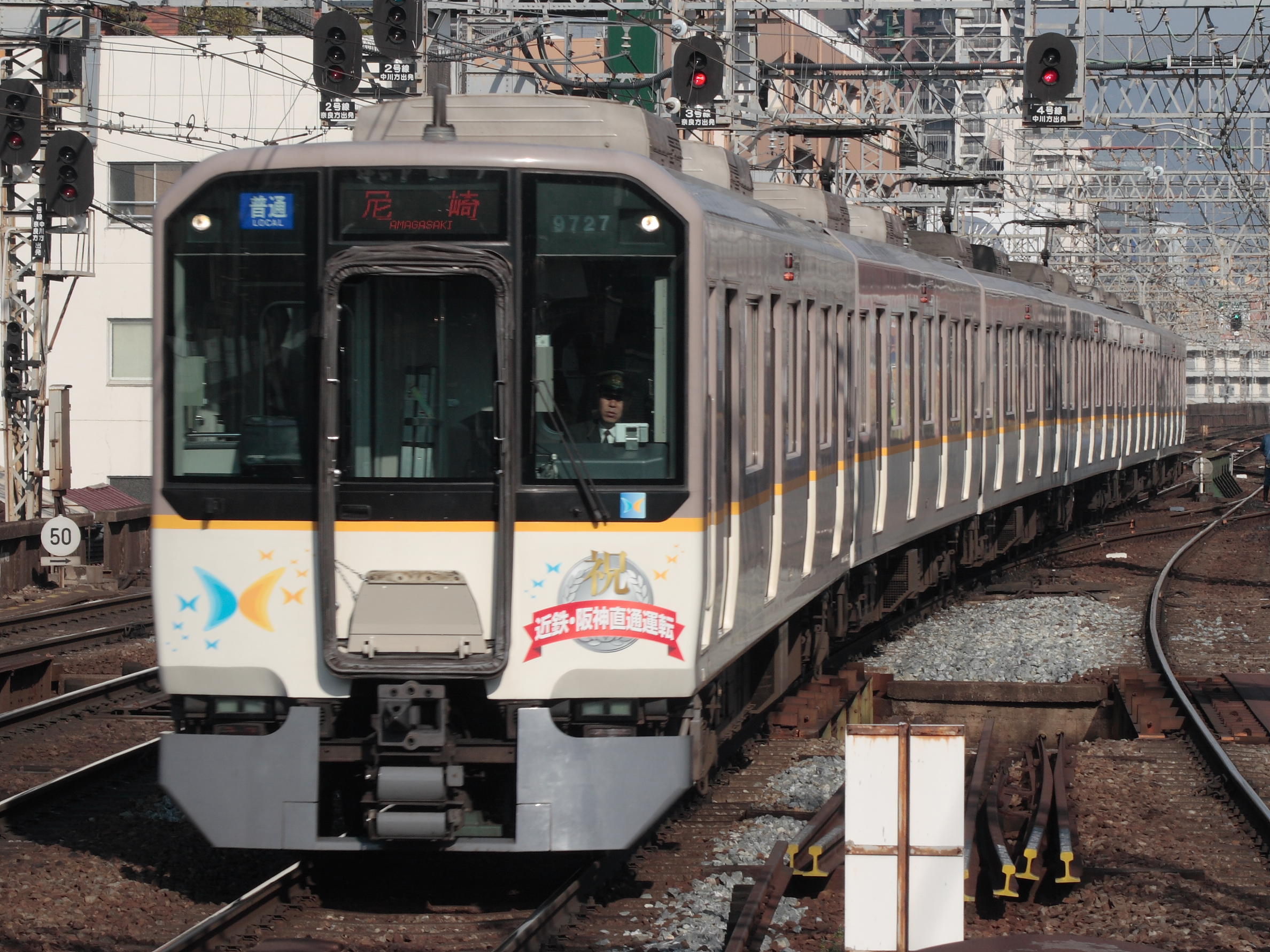
近鉄・阪神相直ラッピング車（鶴橋駅にて）
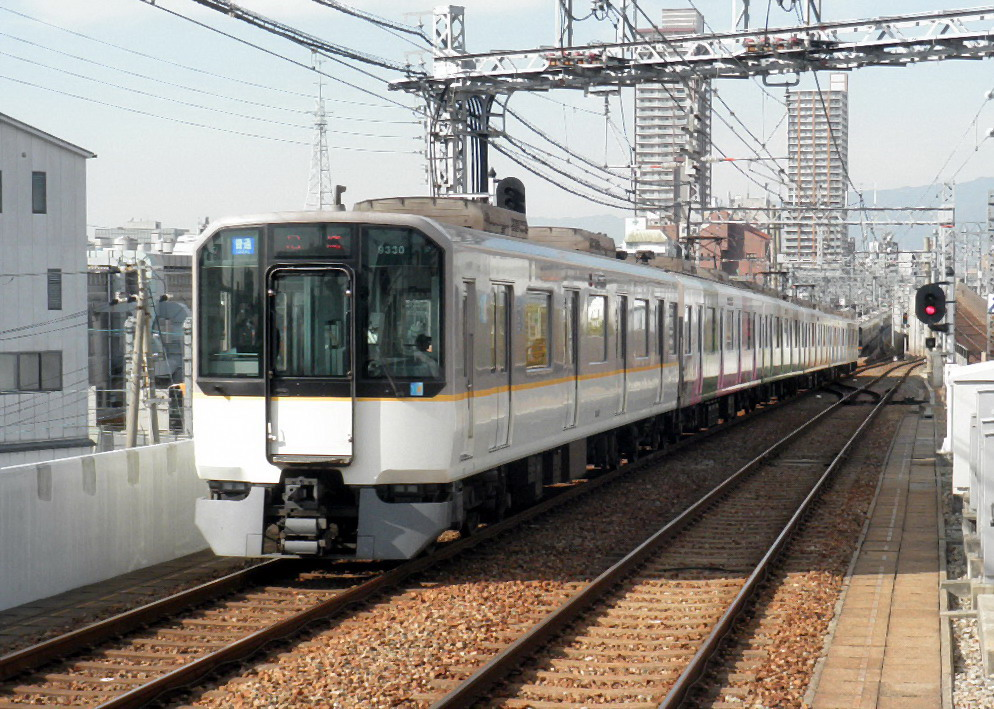
奈良ラッピング車（EH30編成）

### 大阪線
2両編成の9020系50番台が近鉄大阪線、近鉄山田線、近鉄鳥羽線で運用され、原則他形式と併結して運用される。
当初の計画では、9020系や9820系の大阪線および名古屋線新造投入も予定されており、9200系のサ9350形をサ9310形に改番したり、大阪線系統での長距離試運転を行うなど、両線に導入する準備が進められていた。しかし、最終的に名古屋線には同形式をはじめシリーズ21が新製配置されることはなく、8A系を中心とする次世代の車両群に移行した。

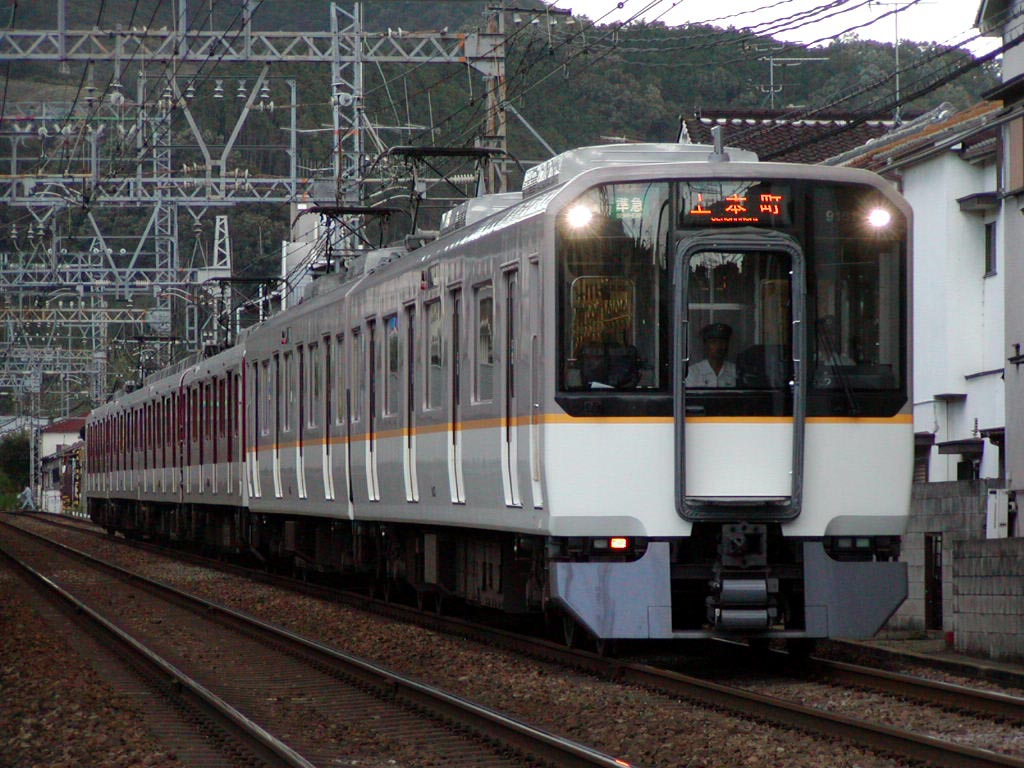
9020系（大阪線用　50番台）
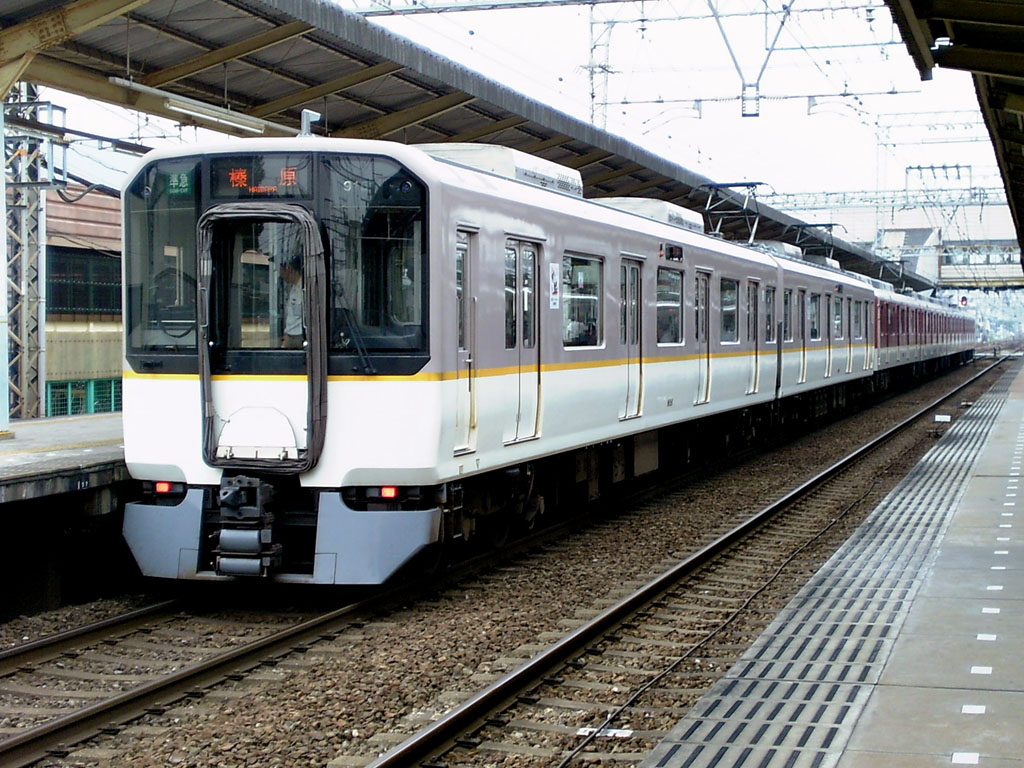
高安駅停車中の9020系電車

## アートライナー
- 9828F：大阪・関西万博ラッピングトレイン（2023年11月30日〜2025年10月13日までの予定）[16]
- 9822F：いせしませんぐう旅ラッピングトレイン(側面)

## 6820系
6820系は2002年に登場した、南大阪・吉野線用の2両編成による「シリーズ21」である。電算記号は AY 。最後まで残っていた6000系6009Fを置き換えるために登場した。

### 主要機器
制御装置は日立製作所製を採用しているが、主回路は標準軌線車両の1C4M制御に対し本型式では16400系と同様の1C2M制御に変更されて二重系となっており、単独編成での運用を考慮したものとなっている。
南大阪線系統の一般車両の最高速度が100km/hとされているため、モータ出力は160 kWである（標準軌線用「シリーズ21」は185 kW）。シングルアーム式パンタグラフが採用されている。

### 配置と運用線区
|        | ← 大阪阿部野橋河内長野・近鉄御所・吉野 → |            |            |            |
| 系列名 | 編成名                                   | 電算名     | Tc ク6920  | Mc モ6820  |
| 6820系 | 6821F・6822F                             | AY21・AY22 | 6921・6922 | 6821・6822 |

- 近鉄南大阪線、近鉄吉野線、近鉄長野線、近鉄御所線

2018年4月1日現在、古市検車区に2編成4両が配置されている。南大阪線系統全域で運用されるが、ワンマン運転には対応していないため道明寺線では運用されない。

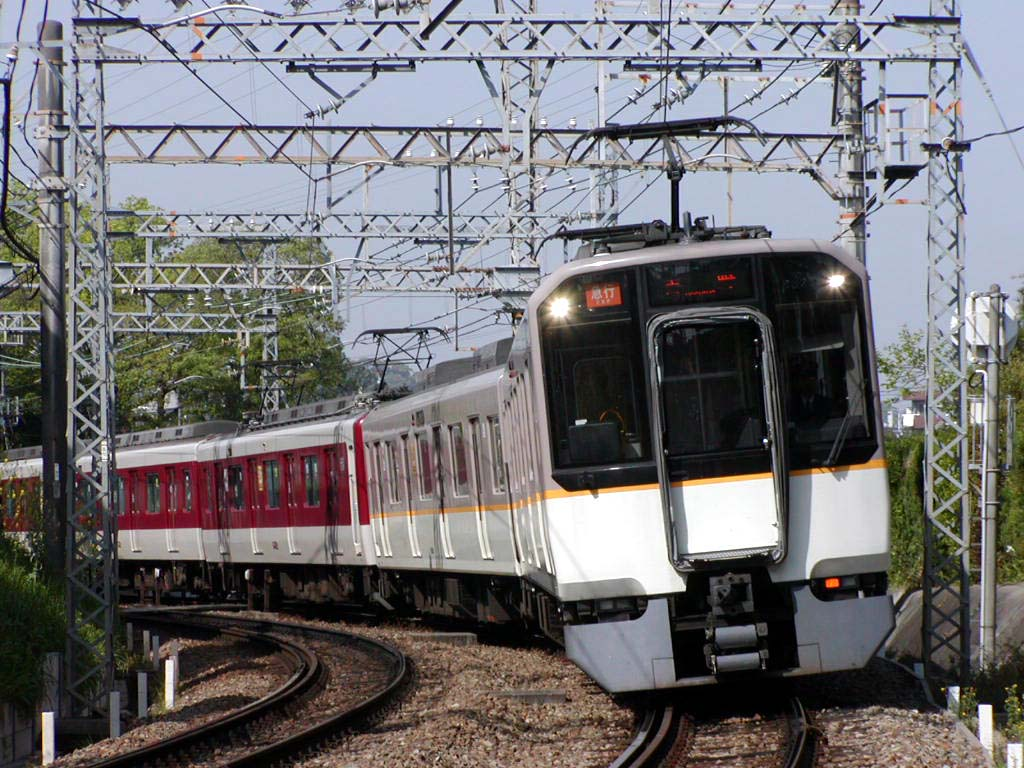
他系列と連結して運転される6820系電車（土師ノ里駅付近にて）